# El Attaf
El Attaf är en ort i Algeriet.   Den ligger i provinsen Aïn Defla, i den norra delen av landet, 140 km väster om huvudstaden Alger. El Attaf ligger 158 meter över havet och antalet invånare är 43 837.
Terrängen runt El Attaf är kuperad åt nordväst, men åt sydost är den platt. El Attaf ligger nere i en dal. Runt El Attaf är det ganska tätbefolkat, med 155 invånare per kvadratkilometer. Närmaste större samhälle är Oued Fodda, 13,2 km väster om El Attaf. Omgivningarna runt El Attaf är i huvudsak ett öppet busklandskap.